# Решаващ вот
„Решаващ вот“ (на английски: Swing Vote) е американска трагикомедия от 2008 г. за всички президентски избори в САЩ, определени с гласа на един човек. Режисиран е от Джошуа Майкъл Стърн, във филма участват Кевин Костнър, Пола Патън, Келси Грамър, Денис Хопър, Нейтън Лейн, Стенли Тучи, Джордж Лопез и Маделин Кароу. Филмът е пуснат на 1 август 2008 г.

## В България
В България филмът е излъчен на 19 февруари 2020 г. по bTV Comedy с български дублаж, записан в студио Медиа Линк. Екипът се състои от:
| Озвучаващи артисти  | Ева Демирева Нина Гавазова Николай Николов Живко Джуранов Димитър Ангелов |
| Преводач            | Ивайла Радулова                                                           |
| Тонрежисьор         | Александър Маринов                                                        |
| Режисьор на дублажа | Петя Силянова                                                             |